# Tautonymie
Tautonymie is een term in de zoölogische nomenclatuur die aangeeft dat de genusnaam (of subgenusnaam) herhaald wordt in de soortnaam (of ondersoortnaam). Bijvoorbeeld :  
Natrix natrix (Linnaeus, 1758), de ringslang:  beide delen van de naam van de soort (de genusnaam en de soortnaam) zijn hetzelfde.
Gorilla gorilla gorilla (Savage, 1847), een ondersoort van de gorilla.
Maar ook Voorbeeld1 (Voorbeeld2) voorbeeld2
Het begrip tautonymie is in de zoölogische nomenclatuur van belang wegens de rol die het speelt bij de typificatie van genusnamen en subgenusnamen. Zo is Natrix natrix de typesoort van de genusnaam Natrix. Het hoeft daarbij niet om een geaccepteerde naam te gaan; ook een synoniem kan om deze reden de typesoort worden.
Een bijzondere vorm van tautonymie is als er in de oorspronkelijke publicatie waar de genus- of subgenusnaam formeel gevestigd werd in de synonymie van een van de soorten een pre-Linneaanse naam (dus van voor 1758) bestaande uit één woord te vinden is, die gelijk is aan de genus- of subgenusnaam. Die soort wordt dan de typesoort. Dit geldt alleen voor namen gepubliceerd vòòr 1931. Voorbeeld:
In de publicatie waarin de genusnaam Castor Linnaeus, 1758 formeel gevestigd werd, is in de synonymie van een van de soorten, te weten Castor fiber, te vinden: "Castor Gesner pisc. 185." (verwijzend naar een naam in het werk van Gesner). Daarom is Castor fiber Linnaeus, 1758 de typesoort van Castor.

## Noot
In de zoölogische nomenclatuur is de naam van de soort (species name of name of a species) iets geheel anders dan de soortnaam (specific name), deze laatste is het tweede deel van het binomen, de naam van de soort.